# Ларкина, Ольга Александровна
Ольга Александровна Ларкина (15 апреля 1985, Москва — 4 декабря 2005, Москва) — российская синхронистка, чемпионка мира в групповых упражнениях и комбинации (2005). Мастер спорта России международного класса.

## Биография
Ольга Ларкина родилась 15 апреля 1985 года в Москве. Занималась синхронным плаванием в СДЮШОР Московского городского физкультурно-спортивного объединения (МГФСО) под руководством Ларисы Малышевой. В 2002 году становилась чемпионкой мира в дуэте и в групповых упражнениях среди юниоров (до 18 лет). В 2005 году была включена в состав сборной России на чемпионате мира по водным видам спорта в Монреале и выиграла золотые медали этих соревнований в групповых упражнениях и комбинации.
2 декабря 2005 года во время одной из тренировок почувствовала боли в спине. Была госпитализирована в Боткинскую больницу, где 4 декабря скончалась от аневризмы лёгочной аорты. Похоронена на Хованском кладбище.